# 명자 아끼꼬 쏘냐
"명자 아끼꼬 쏘냐"는 1992년에 개봉한 대한민국의 영화이다.

## 캐스팅
- 김지미 : 명자 / 아끼꼬 / 쏘냐 역
- 이영하 : 야마모또 역
- 이혜영 : 가쯔꼬 역
- 김명곤 : 세르게이 역
- 이봉규
- 기주봉
- 김동수 : 가네따로(Mr. 블라디미로쯔키) 역
- 김동수 : 요시키(Mr. 이바노프) 역
- 박광정
- 권해효
- 정규수
- 최윤준
- 임병기
- 안석환

## 수상
- 1992년 제13회 청룡영화상
  - 여우조연상 - 이혜영
- 1992년 제30회 대종상
  - 기획상 - 김지미
  - 여우조연상 - 이혜영
  - 음악상 - 김정길